# Въоръжени сили на Нидерландия
Въоръжените сили на Кралство Нидерландия (официално Нидерландски военни сили – Nederlandse krijgsmacht), представляват държавната организация, на която е възложена отбраната и териториалната цялост на страната. Съставени са от четири компонента:
- Кралски военноморски сили
- Кралски сухопътни войски
- Кралски военновъздушни сили
- Кралско маршалство (жандармерия)

## Организация
От 2005 г. структурата на въоръжените сили е дълбоко реформирана, като видовете въоръжени сили са обединени в единна структура. Главните щабове на видовете въоръжени сили са трансформирани в оперативни командвания на силите, подчинени директно на Командващия бойните сили:
- Командване морски бойни сили (военноморски сили)
- Командване наземни бойни сили (сухопътни войски)
- Командване въздушни бойни сили (военновъздушни сили)

Четвъртият вид въоръжени сили – Кралското маршалство изпълнява едновременно функциите на жандармерия и на военна полиция, подобно на френската Национална жандармерия и също като нея е на двойно подчинение на нидерландските министерства на отбраната и на вътрешните работи.
В новата обединена структура на въоръжените сили логистичните организации на видовете сили са обединени в:
- Командване на центровете за обслужване и
- Материална организация на отбраната

Нидерландия е унитарна държава, но същевременно е обединено кралство, в което Кюрасао и Аруба в Карибите представляват отделни държавни формирования обединени в персонална уния с Нидерландия и с общ държавен глава. Така съществуват отделните Милиция на Кюрасао и Милиция на Аруба, които действат под оперативния контрол на Кралските нидерландски ВМС.
1. За отбраната и сигурността на Кралството, както и за защитата на междинародното право отговарят Въоръжените сили
2. Правителството осъществява контрол върху Въоръжените сили

### Кралски военноморски сили
Кралските военноморски сили (Koninklijke Marine) или в по-ново време Командването на морските бойни сили (Commando Zeestrijdkrachten) е по традиция старшият вид въоръжени сили на Кралство Нидерландия, предвид историята на Нидерландия като морска сила. ВМС претърпяват кардинално съкращаване от времената на Студената война до днес.
Организационна структура:
- Щаб на Командването на морските бойни сили (ВМБ Ден Хелдер) (начело стои вицеадмирал или (както в момента) когато е морската пехота генерал-лейтенант)
- Адмирал на Бенилюкс (нидерландските и белгийските ВМС са интегрирани и щабът за управлението им е във ВМБ Ден Хелдер) (вицеадмирал)
  - Група ескадрени кораби
    - шест нидерландски и две белгийски фрегати, универсален снабдителен кораб, два десантни кораба – докове

  - Подводна служба
    - четири подводници и плаваща база на подводниците

  - Минно-трална служба
    - нидерландски и белгийски миночистачи

  - Хидро-графска служба
  - Военноморска авиационна служба
    - 7-а и 860-а ескадрили морски вертолети (формално след създаването на Обединеното вертолетно командване на отбраната по британски образец не е част от ВМС, но е под оперативния им контрол)

  - Корпус морски пехотинци
    - две батальонни бойни групи, отряд специални сили, група десантни катери, тилова група, отделна стрелкова рота в Нидерландските Антили

Бреговата охрана не е част от въоръжените сили, но е под оперативния контрол на ВМС. Същото се отнася за отделната Брегова охрана на Карибските нидерландски владения, която е под оперативния контрол на Коменданта на ВМС за Карибския регион.
Кралският институт на ВМС в Ден Хелдер, подготвящ офицери за силите е подчинен на министерството на отбраната.

### Кралски сухопътни войски
Кралските сухопътни войски (Koninklijke Landmacht) или в по-ново време Командването на наземните бойни сили (Commando Landstrijdkrachten) е най-многобройният вид въоръжени сили на Кралство Нидерландия. Войските претърпяват кардинално съкращаване от времената на Студената война, когато числеността на основните сили е две редовни и три резервни общовойскови дивизии, до днес, когато това са едва една механизирана, една моторизирана и една въздушно-щурмова бригада. Освен това през последните години министерството на отбраната планираше да се освободи изцяло от тежкото си въоръжение, но изострената обстановка в Европа през последните две – три години предизвика умерени мерки в обратна посока. След като разпусна изцяло танковите си подразделения, през 2016 г. нидерландската армия планира да възстанови една танкова рота в състава на обединен германско-нидерландски танков батальон. Плановете за извеждане от въоръжение на бронираните гаубици PzH.2000 също са отхвърлени. Сухопътните войски не разполагат със собствена авиация (ако не се броят разузнавателните БЛА от лек тип) и разчитат за авиационна поддръжка на военновъздушните сили.
Организационна структура:
Щаб на Командването на сухопътните войски (Утрехт) (начело стои генерал-лейтенант)
Основните сили са разпределени в:
- Щаб на I Германско-нидерландски армейски корпус (Мюнстер, Германия) (начело стои генерал-лейтенант)
  - Батальон за щабна поддръжка (нид. част) (Мюнстер, Германия)
  - Батальон за комуникационно-информационни системи (нид. част) (Мюнстер, Германия)
- Корпус войски командос (с численост батальон, специалните части на СВ) (Роозендаал)
- 11-а Въздушно-мобилна бригада
  - Командване (Шаарсберген)
  - 11-а Щабна рота (Шаарсберген)
  - 11-и Пехотен батальон, „Гвардейски полк гренадири и егери“ (Шаарсберген)
  - 12-и Пехотен батальон, „Полк Ван Хьоч“ (Шаарсберген)
  - 13-и Пехотен батальон, „Полк щурмоваци на принц Бернхард“ (Асен)
  - 20-и Батальон на националния резерв
    - 6 роти в Хага, Берген, Амстердам и Амерсфоорт

  - 11-а Инженерна рота (Шаарсберген)
  - 11-а Ремонтна рота (Шаарсберген)
  - 11-а Снабдителна рота (Шаарсберген)
  - 11-а Медицинска рота (Асен)
- 13-а Лека (моторизирана) бригада
  - Командване (Ойршот)
  - 13-а Щабна рота (Ойршот)
  - 17-и Моторизиран пехотен батальон, „Гвардейски полк стрелци на принцеса Ирене“ (Ойршот)
  - 42-ри Моторизиран пехотен батальон, „Полк лимбургски егери“ (Ойршот)
  - 42-ри Бригаден разузнавателен ескадрон „Хусари Ван Бореел“ (Ойршот)
  - 30-и Батальон на националния резерв
    - 5 роти във Флисинген, Бреда, Ойршот, Брунсум и Фредепеел

  - 41-ви Брониран инженерен батальон (Ойршот)
  - 13-а Ремонтна рота (Ойршот)
  - 13-а Снабдителна рота (Ойршот)
  - 13-а Медицинска рота (Ойршот)
- 43-та Механизирана бригада (Хавелте)
  - Командване (Хавелте)
  - 43-та Щабна рота (Хавелте)
  - 414-и Танков батальон [германско-нидерландски]
    - нидерландска танкова рота (Берген)

  - 44-ти Брониран пехотен батальон, „Пехотен полк Йохан Вилем Фрисо“ (Хавелте)
  - 45-и Брониран пехотен батальон, „Пехотен полк Орански Гелдерланд“ (Хавелте)
  - 43-ти Бригаден разузнавателен ескадрон „Хусари Ван Бореел“ (Хавелте)
  - 10-и Батальон на националния резерв
    - 6 роти в Асен, Везеп, Шаарсберген, Строе и Еншеде

  - 11-и Брониран инженерен батальон (Везеп)
  - 43-та Ремонтна рота (Хавелте)
  - 43-та Снабдителна рота (Хавелте)
  - 43-та Медицинска рота (Хавелте)
- Командване за оперативна поддръжка (бригаден еквивалент)
  - Командване (Апелдоорн)
  - Обединено командване за разузнаване, наблюдение и целеуказване (Олдебрьок)
  - Командване за огнева поддръжка [3 батареи с общо 18 155-mm самоходни гаубици PzH 2000 и 18 120-mm минохвъргачки] (Олдебрьок)
  - Командване за снабдяване и транспорт (Гардерен)
  - Командване за гражданско-военно сътрудничество [CIMIC] (Апелдоорн)
  - 101-ви Батальон за комуникационно-информационни системи (Строе)
  - 101-ви Инженерен батальон (Везеп)
  - 400-тен Медицински батальон (Ермело)
  - Сапьорна служба (Сьостерберг)
  - Група за поддръжка на СВ:
    - Кралски военен оркестър „Йохан Вилем Фрисо“
    - Фанфарен оркестър на Националния резервен корпус
    - Фанфарен оркестър на Гвардейски полк гренадири и егери
    - Конен фанфарен оркестър
    - Кралски конен ескорт
    - Военно-географски департамент
    - Военен център за задържане
    - Военни съдилища
    - Военна телевизия
    - Служби за вътрешна сигурност

Освен тях има следните съединения за поддръжка на СВ:
- Обединено командване за противо-въздушна отбрана (ВВС и СВ)
  - Командване (казарми „Ген-лейт. Бест“, Фредепеел)
  - 802-ра Зенитно-ракетна ескадрила (ВВС) [ЗРК Patriot PAC-3, 9 пускови установки]
  - 802-ра Спомагателна ескадрила (ВВС) [свързочна и логистична]
  - 13-а Зенитно-ракетна батарея (войскова) [норвежки ЗРК NASAMS 2, FIM-92 Stinger на колесна база на БРМ Fennek и на Mercedes-Benz 290GD]
  - Учебно-тренировъчна батарея (войскова)
- Наземно материално-логистично командване (Утрехт)
- Наземно учебно-тренировъчно командване (Амерсфоорт)

Кралското [висше] военно училище (Ермело), което подготвя офицери за СВ е подчинено на Министерството на отбраната.

### Кралски военновъздушни сили
Кралските военновъздушни сили (Koninklijke Luchtmacht) или в по-ново време Командването на въздушните бойни сили (Commando Luchtstrijdkrachten) е авиационният вид въоръжени сили на Кралство Нидерландия. ВМС претърпяват кардинално съкращаване от времената на Студената война до днес и от над 300 изтребителя на въоръжение бройката ще падне до между 40 и 50 с приемането на въоръжение на F-35A.
Организационна структура:
- Щаб на Командването на въздушните бойни сили (Бреда) (начело стои генерал-лейтенант)
  - Станция за контрол на въздушните операции Нюв Милиген
  - Основна авиобаза Волкел
    - 312-а Изтребителна авиоескадрила – F-16AM/BM
    - 313-а Изтребителна авиоескадрила – F-16AM/BM

  - Основна авиобаза Лееуваарден
    - 322-ра Изтребителна тренировъчна авиоескадрила – F-16AM/BM
    - 306-а Бойно-разузнавателна авиоескадрила БЛА – MQ-9 Reaper

  - Въздушнотранспортна авиобаза Айндховен (щаб на Европейското въздушнотранспортно командване)
    - 334-та Въздушнотранспортна авиоескадрила – KDC-10, Gulfstream IV, Do228-212 (на бреговата охрана в Амстердам-Скипхол)
    - 336-а Въздушнотранспортна авиоескадрила – C-130H/H-30

  - Спомагателна авиобаза Вьонсдрехт
    - 131-ва Учебна авиоескадрила – PC-7

  - Вертолетна авиобаза Гилзе – Рийен (Обединено вертолетно командване на отбраната)
    - 301-ва Ударна вертолетна авиоескадрила – AH-64D
    - 298-а Транспортна вертолетна авиоескадрила – CH-47D/F
    - 300-на Транспортна вертолетна авиоескадрила – AS532U2
    - 299-а Тренировъчна вертолетна авиоескадрила -

  - Вертолетна авиобаза Де Кууй (Обединено вертолетно командване на отбраната)
    - 860-а Палубна вертолетна авиоескадрила – NH90-NFH
    - 7-а Тренировъчна вертолетна авиоескадрила – NH90-NFH

  - Вертолетна авиобаза Деелен – Шаарсберген (Обединено вертолетно командване на отбраната)
    - учебен полигон на вертолетната авиация и 11-а Въздушно-мобилна бригада на СВ

Допълнително в САЩ има подразделения за основна (авиобаза Шепард, Тексас), тактическа изтребителна (Туксон, Аризона) и вертолетна (Форт Хууд, Тексас) летателна подготовка, както и за подготовка на зенитно-ракетни разчети (Форт Блис, Тексас).
Кралското [висше] военно училище (Бреда), което подготвя офицери за ВВС е подчинено на Министерството на отбраната.

### Кралска жандармерия
Кралската жандармерия или буквално Кралското маршалство (Koninklijke Marechaussee) е четвъртият вид въоръжени сили на Кралство Нидерландия. Тъй като едновременно с това е и полицейска служба в мирно време е извън контрола на Оперативното командване на въоръжените сили, като изключим служителите, изпълняващи функции на военна полиция (малобройно специализирано подразделение, ескортиращо специални товари и жандармеристите, съблюдаващи дисциплината във въоръжените сили). Комендантът на корпуса е генерал-лейтенант.
На национално ниво:
- Щаб на Командването на националното маршалство (Хага)
- Национално тактическо командване
- Учебен, тренировъчен и научен център (Апелдоорн)

Териториална организация:
- Окръг Североизток (Зволе)
- Окръг Запад (Амстердам)
- Окръг Юг (’с-Хертогенбош)
- Окръг Скипхол (Международно летище Амстердам – Скипхол)
- Окръг Национални и задгранични части (Нюв Милиген)

Специализирани подразделения:
- Бригада за специални задачи (националния антитерористичен отряд на Нидерландия)
- Конна бригада на националното маршалство (почетен ескорт на краля)
- Експертен център за документни престъпления
- Експертен център за летищна безопасност

## Мисии
Оперативната готовност на силите зависи до голяма степен от съкратения военен бюджет. През 2014 г. той възлиза на € 7,602 милиарда (1,17% от БВП).

## Резервисти
- Резерв на Кралските ВМС (около 850 души) съставен основно от бивши военнослужещи на редовна служба,
- Корпус на Националния резерв (около 3000 души) съставен както от бивши военнослужещи на редовна служба, така и от доброволци,
- Група на Военновъздушния резерв (около 650 души) съставена както от бивши военнослужещи на редовна служба, така и от доброволци
- резервисти на Кралското маршалство (210 души) основно военни полицаи